# アレクサンドル＝ジャック・シャントロン
アレクサンドル＝ジャック・シャントロン（Alexandre-Jacques Chantron、1842年1月28日 - 1918年1月3日）は、フランスの画家である。パリで学んだ後、ナントで活動し、ヌードを多く描いた。

## 略歴
フランス西部の都市、ナントで生まれた。パリ国立高等美術学校で、フランソワ＝エドゥアール・ピコやウィリアム・アドルフ・ブグロー、トニ・ロベール＝フルーリーに学び、特にブグローから影響を受けてアカデミック美術のスタイルの画家になった。美術学校を卒業するとナントに戻り、人物画や静物画を描き、その後、ブグローのスタイルのヌードを多く描いた。
1877年になって、パリのサロンに初めて出展を始め、1893年に選外佳作に入選し、1899年に3等のメダル、1902年に象徴主義の風味のある「枯れ葉!（Feuilles mortes !）」を出展し、2等のメダルを受賞した。
シャントロンは写真家としても働いた.。
1918年にナントで亡くなった。ナント出身の画家モーリス・シャバ（1862-1947）はシャントロンの弟子であったとされる。

## 作品

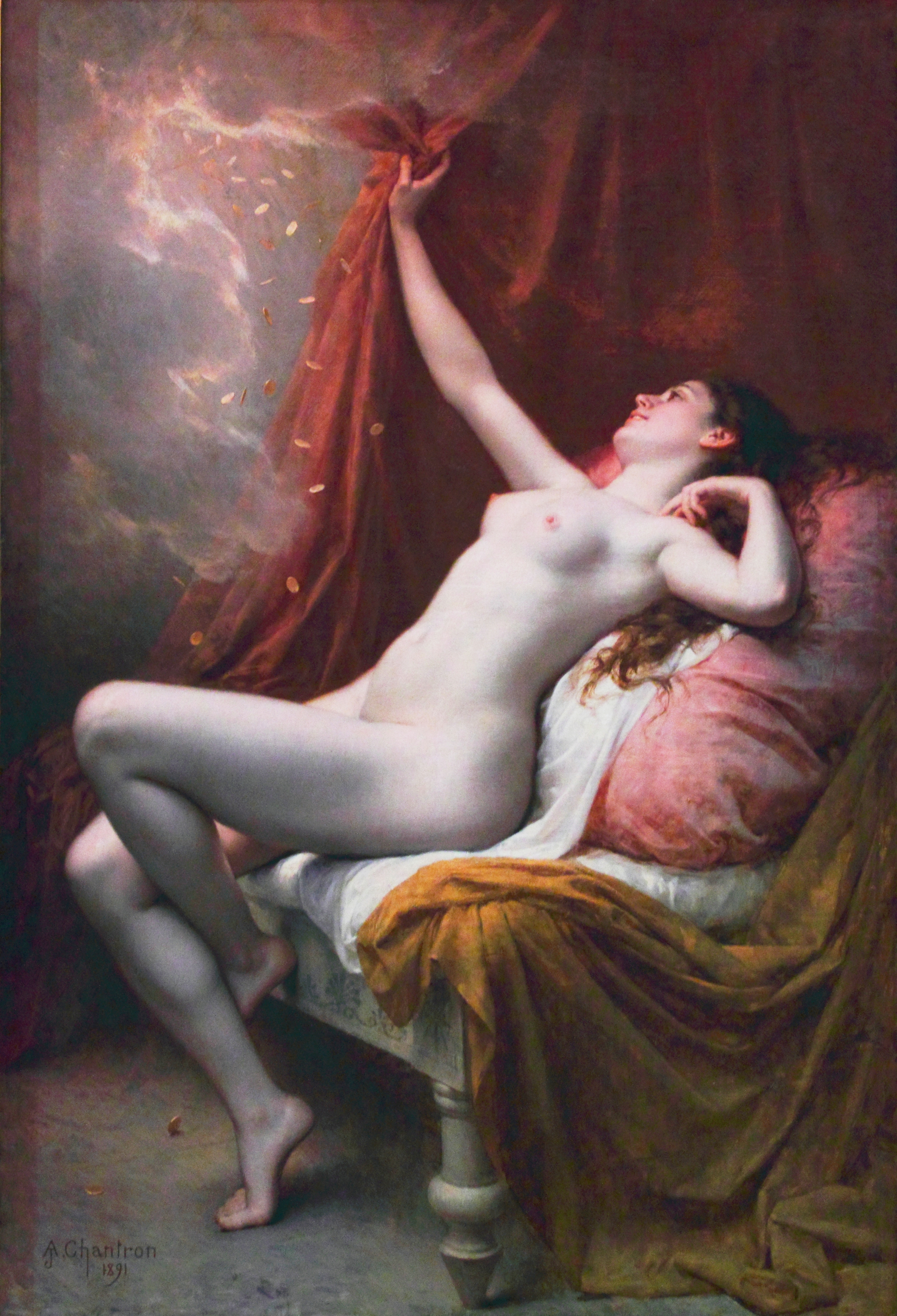
ダナエー レンヌ美術館
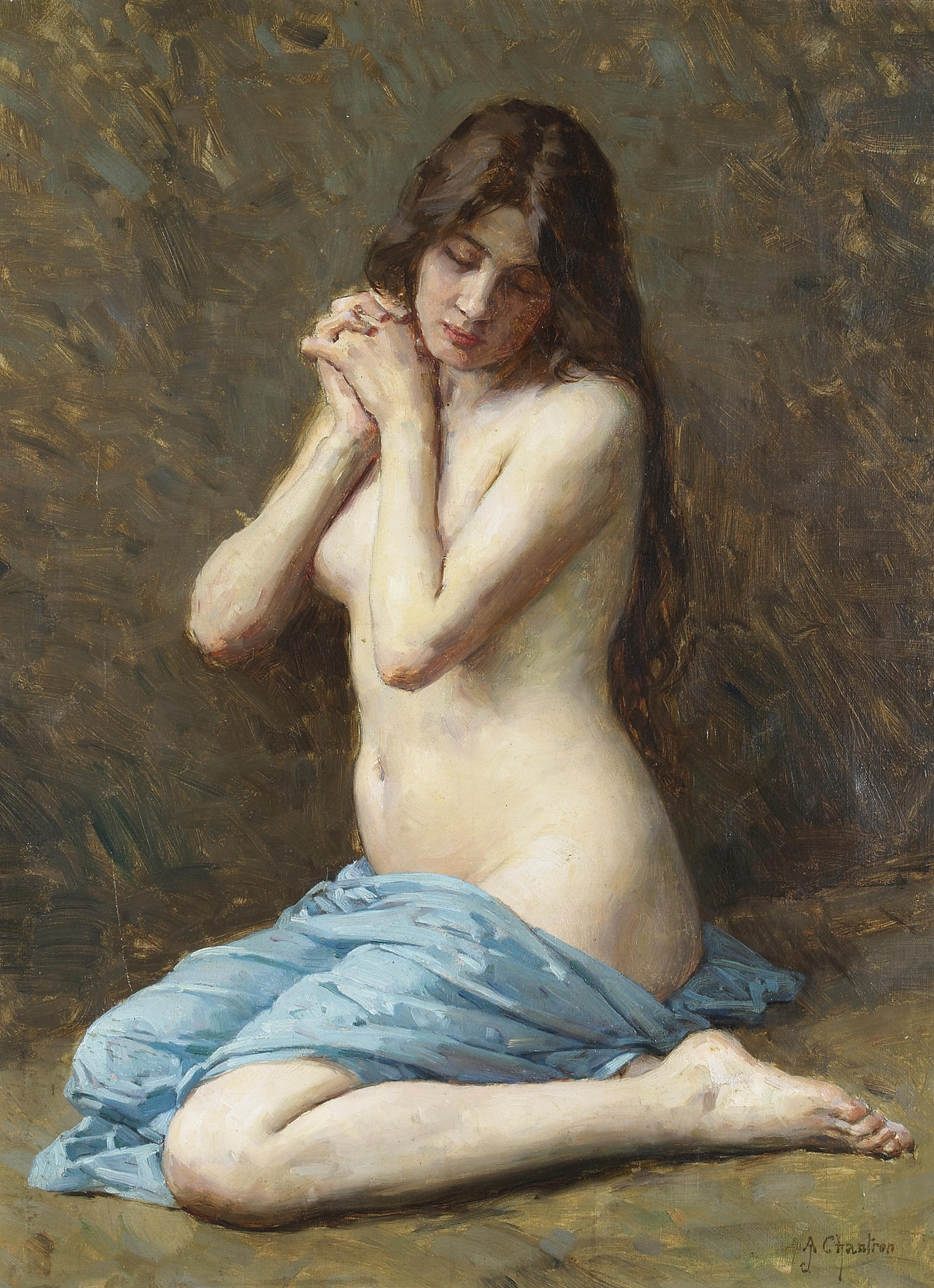
青いドレープのヌード
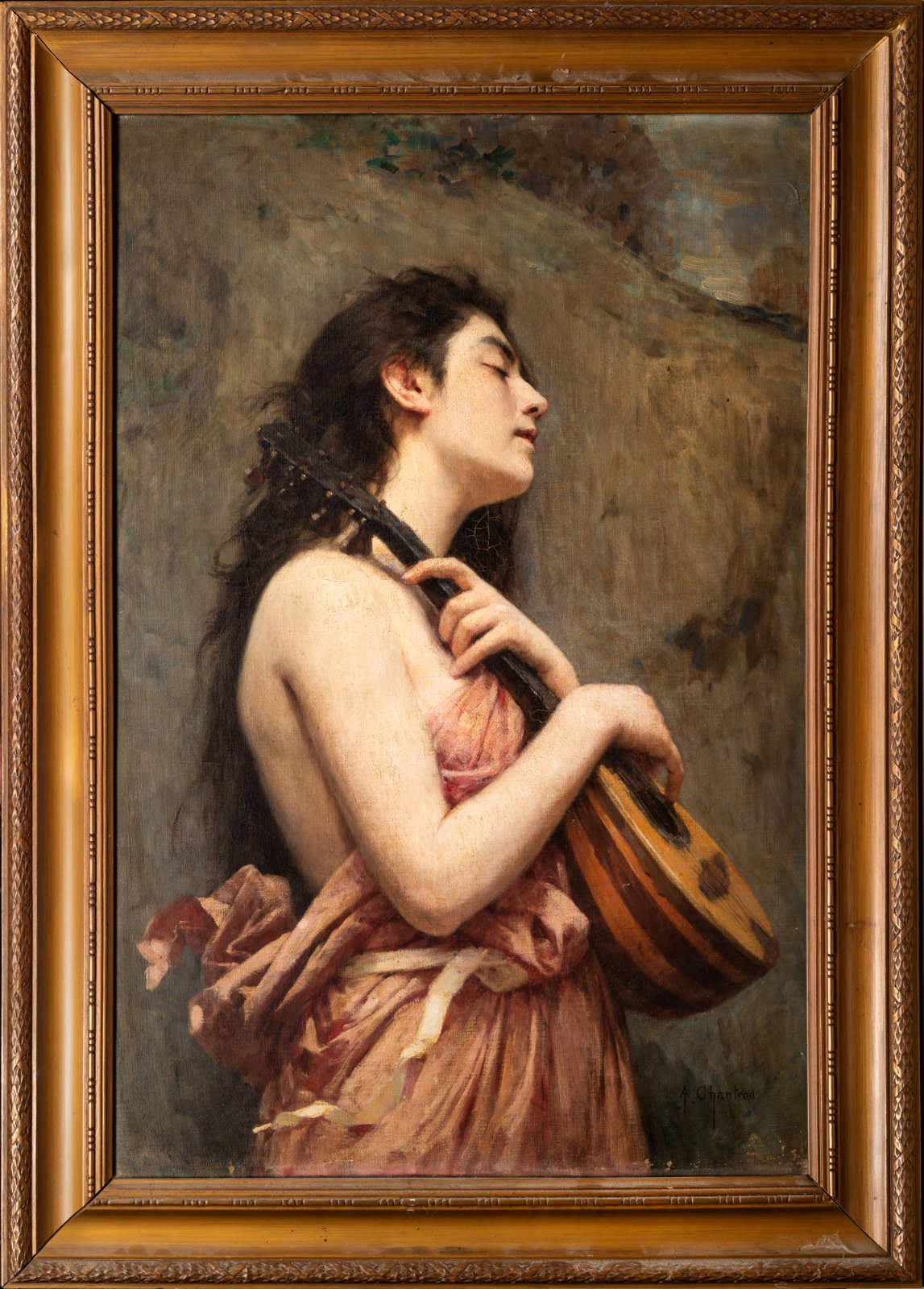
マンドリン奏者
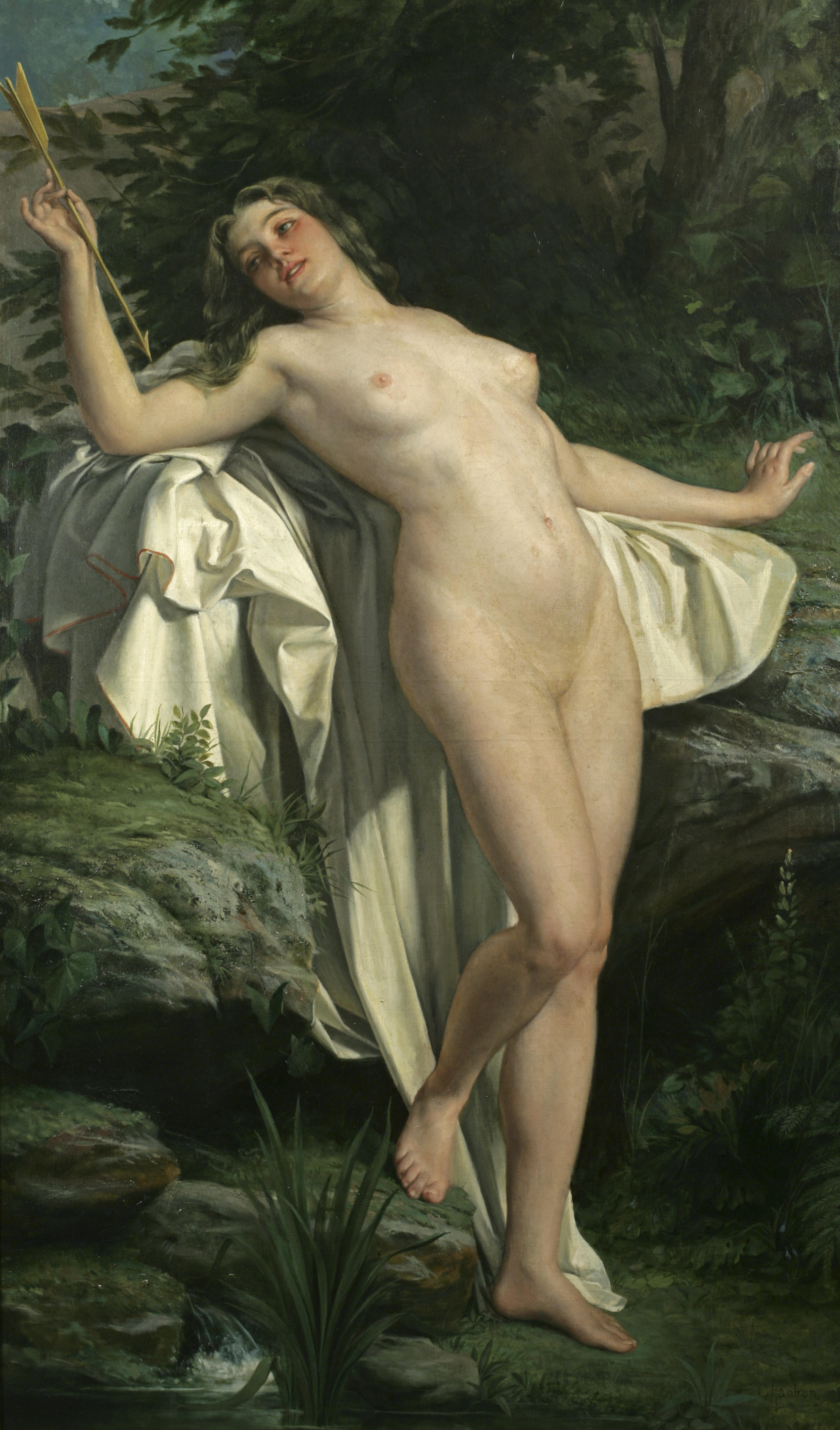
水浴びするディアナ

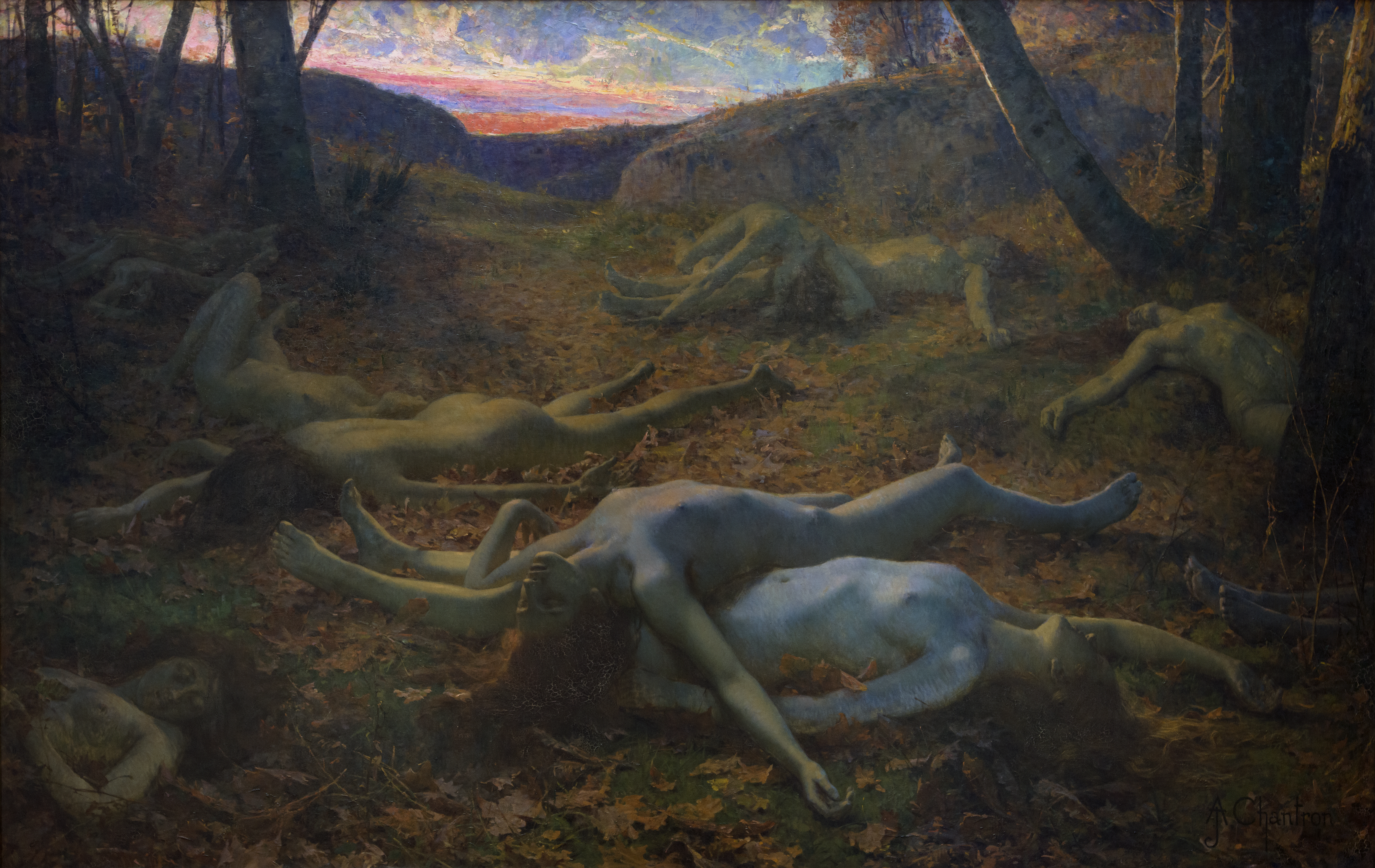
「枯れ葉!（Feuilles mortes !）」(1902) ナント美術館
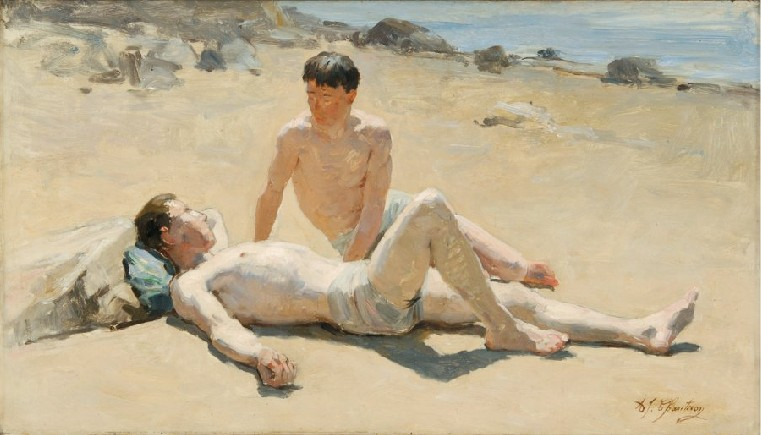
海岸で
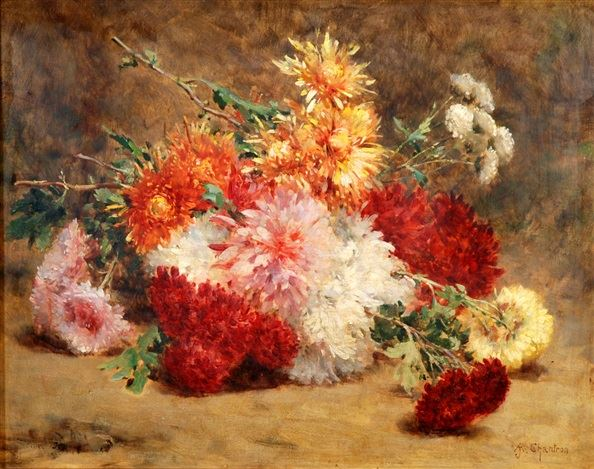
静物画